# Zevar jednoduchý
Zevar jednoduchý (Sparganium emersum, syn.: Sparganium simplex) je druh jednoděložné rostliny, podle systému APG III patří do čeledi orobincovitých (Typhaceae).

## Popis
Jedná se o vytrvalou bažinnou až vodní rostlinu s oddenkem, kořenící v zemi, dorůstají výšky nejčastěji 20–60 cm. Listy jsou jednoduché, střídavé, přisedlé, uspořádané do 2 řad. Listy mohou být vzpřímené nebo u zaplavených rostlin i plovoucí na hladině. Čepele jsou celistvé, čárkovité, trojhranné, se souběžnou žilnatinou, jsou asi 4–10 mm široké, plovoucí listy mohou být široké až 18 mm. Květy jsou ve složených květenstvích, hustých kulovitých hlávkách, hlávky jsou uspořádány do jednoduchého hroznu (nikoliv do laty jako je tomu u zevaru vzpřímeného). Jedná se o jednodomou rostlinu, květy jsou jednopohlavné, oddělené do zvláštních částí květenství, dole jsou hlávky samičí, nahoře samčí. Samičích hlávek bývá 3-6, samčích 3-10. Okvětí je šupinovité, volné, v 1-2 přeslenech. Okvětních lístků 3-4, vzácněji 1-6, okvětní lístky jsou na špičce světle hnědé. Samčí květy obsahují 3 tyčinky, vzácněji 1-6 tyčinek (závisí to na poloze květu v květenství). Pyl se šíří pomocí větru. V samičích květech je gyneceum složené nejčastěji z 1 plodolistu, je monomerické. Semeník je svrchní. Plodem je peckovice s 1 peckou nebo oříšek, také záleží na interpretaci.

## Rozšíření ve světě
Zevar jednoduchý roste v Evropě, v Asii a v Severní Americe. Severoamerické rostliny jsou však některými autory řazeny do samostatného druhu Sparganium multipedunculatum a jihoasijské do druhu Sparganium stenophyllum. Mapka rozšíření zde: .

## Rozšíření v Česku
V České republice roste celkem běžně od nížin až po nižší horské polohy. Společenstvo s dominancí zevaru jednoduchého se řadí do as. Sagittario-Sparganietum emersi Tüxen 1956 ze sv. Oenanthion aquaticae Hejný ex Neuhäusl 1959.